# Мухамед Фазлагић
Мухамед Фазлагић Фазла (Сарајево, 17. април 1967) босанскохерцеговачки је кантаутор и певач забавне музике. 
Широј јавности постаје познат као први представник независне Босне и Херцеговине на Песми Евровизије, пошто је у Даблину 1993. певао песму Сва бол свијета коју је компоновао Дино Мерлин, док је сам Фазла писао текст. Песма инспирисана ратним страхотама које су се у то време дешавале широм БиХ, завршила је на 16. месту са 27 освојених бодова. 
Недуго после Евросонга Фазла објављује свој дебитантски албум под насловом Сва бол свијета, на ком се налазило 10 песама, укључујући и две верзије његове евровизијске песме (на бошњачком и енглеском језику). Највећи број песама на албуму радили су Дино Мерлин и Фахрудин Пецикоза. Године 2007. за Хајат продукцију издаје свој други студијски албум под насловом Зелена ријека. 
Фазлагић је у млађим данима активно играо фудбал и у једном периоду је чак играо и за први тим ФК Босна из Сарајева. Након пресељења у Сједињене Државе, у граду Луивилу основао је 1996. фудбалски клуб Јунајтед. Године 2000. дипломирао је пословну администрацију, а затим 2003. магистрирао дипломатију на Државном универзитету Кентакија.